# 托奇河
托奇河（英語：Tochi river）, 又名甘比拉河（英語：Gambila River），位於巴基斯坦的開伯爾-普什圖省、聯邦直轄部落地區及阿富汗的帕克蒂卡省，為印度河右岸支流庫拉姆河的支流。
托奇河發源於阿富汗的帕克蒂卡省，幹流向東偏北流入巴基斯坦聯邦直轄部落地區的北瓦濟里斯坦特區及本努邊疆區，續流入開伯爾-普什圖省的本努縣、拉基瑪瓦縣，最終於勒吉附近注入庫拉姆河。